# 조지 엘디리지

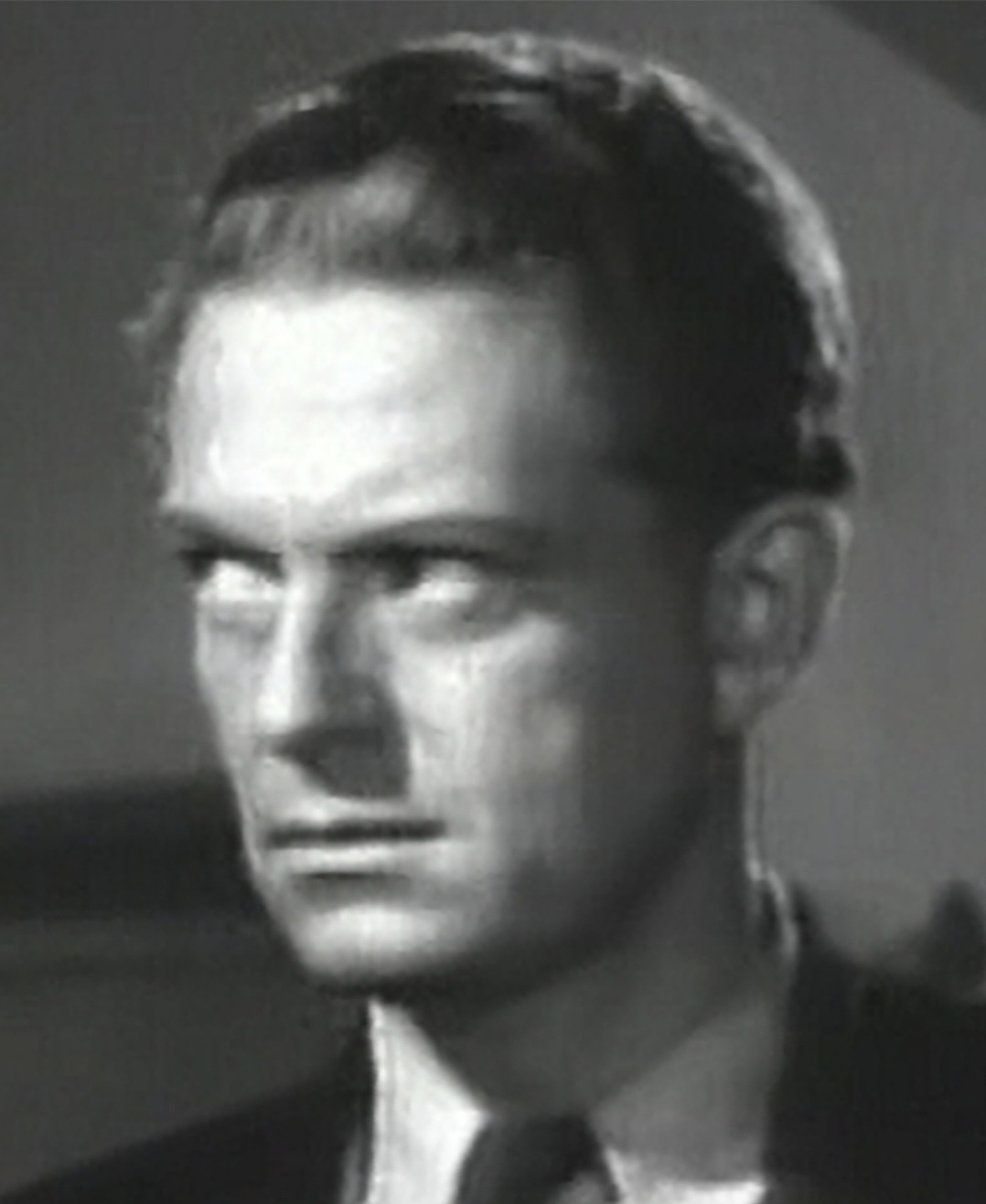

조지 엘디리지(George Eldredge, 1898년 9월 10일 ~ 1977년 3월 12일)는 미국의 배우, 텔레비전 배우이다.
샌프란시스코에서 태어났으며 로스앤젤레스에서 사망하였다. 사인은 뇌졸중이다.

## 영화
- 싸이코 (1960년)
- 피터 건 (1958년)
- 라인업 (1958년)
- 애너폴리스 스토리 (1955년)
- 용감한 린티 (1954년)
- 맨 위드 더 스틸 위프 (1954년)
- 드미트리우스와 검투사들 (1954년)
- 아웃 스페이스 (1953년)
- 사우스 스트리트의 소매치기 (1953년)
- 위다웃 워닝! (1952년)
- 미트 대니 윌슨 (1952년)
- 실버 크리크의 대결 (1952년)
- 몽키 비지니스 (1952년)
- 홀리데이 어페어 (1949년)
- 포 더 러브 오브 메리 (1948년)
- 욕망의 상속자 (1947년)
- 비코즈 오브 힘 (1946년)
- 부두 맨 (1944년)
- 늑대인간의 울음 (1944년)
- 돌아온 유인원 인간 (1944년)
- 잼 세션 (1944년)
- 헤이, 루키 (1944년)
- 캔트 헬프 싱잉 (1944년)
- 폴로우 더 보이즈 (1944년)
- 옛날 옛적 (1944년)
- 프랑켄슈타인의 유령 (1942년)
- 더 스타 메이커 (1939년)